# Айзкраукле
А́йзкраукле (латыш. Aizkraukleо файле; до 1991 года — Сту́чка) — город в Латвии, административный центр Айзкраукльского края. Расположен в 87 км к юго-востоку от Риги на реке Даугава.
Основные отрасли экономики: энергетика (Плявиньская ГЭС), металлообработка (ООО «Metālists»), деревообработка («AKZ», «Jeld-Wen — Latvija»), полиграфия («Krauklītis»), стройматериалы («Aizkraukles Asfalts»).

## История
Айзкраукльский замок ливов впервые упомянут в «Хронике Ливонии» в 1204 году в связи с нападением ливов и литовцев на Ригу. Позже рядом существовал замок немецких крестоносцев Ашераден (нем. Ascheraden), в русских источниках времён ливонских войн упоминающийся как «Айскорода» и «Сировна».
Современный населённый пункт возник в 1960 году в связи со строительством Плявиньской ГЭС и первоначально назывался посёлок имени Петра Стучки (статус посёлка городского типа с 29 июля 1961 года). В 1967 году посёлок получил статус города и название Стучка (латыш. Stučka). В 1991 году переименован в Айзкраукле по расположенному недалеко старинному селу.
В 2004 году город был удостоен статуса «Самый ухоженный город Латвии».
До 1 июля 2009 года входил в состав Айзкраукльского района.

## Население
По данным Центрального статистического управления Латвии, в 2022 году численность населения города составляла 6973 человека. При этом доля населения старше 65 лет в структуре населения города — 23,7 % (1655 человек), а доля населения младше 14 лет — 14,9 % (1041 человек).

## Достопримечательности

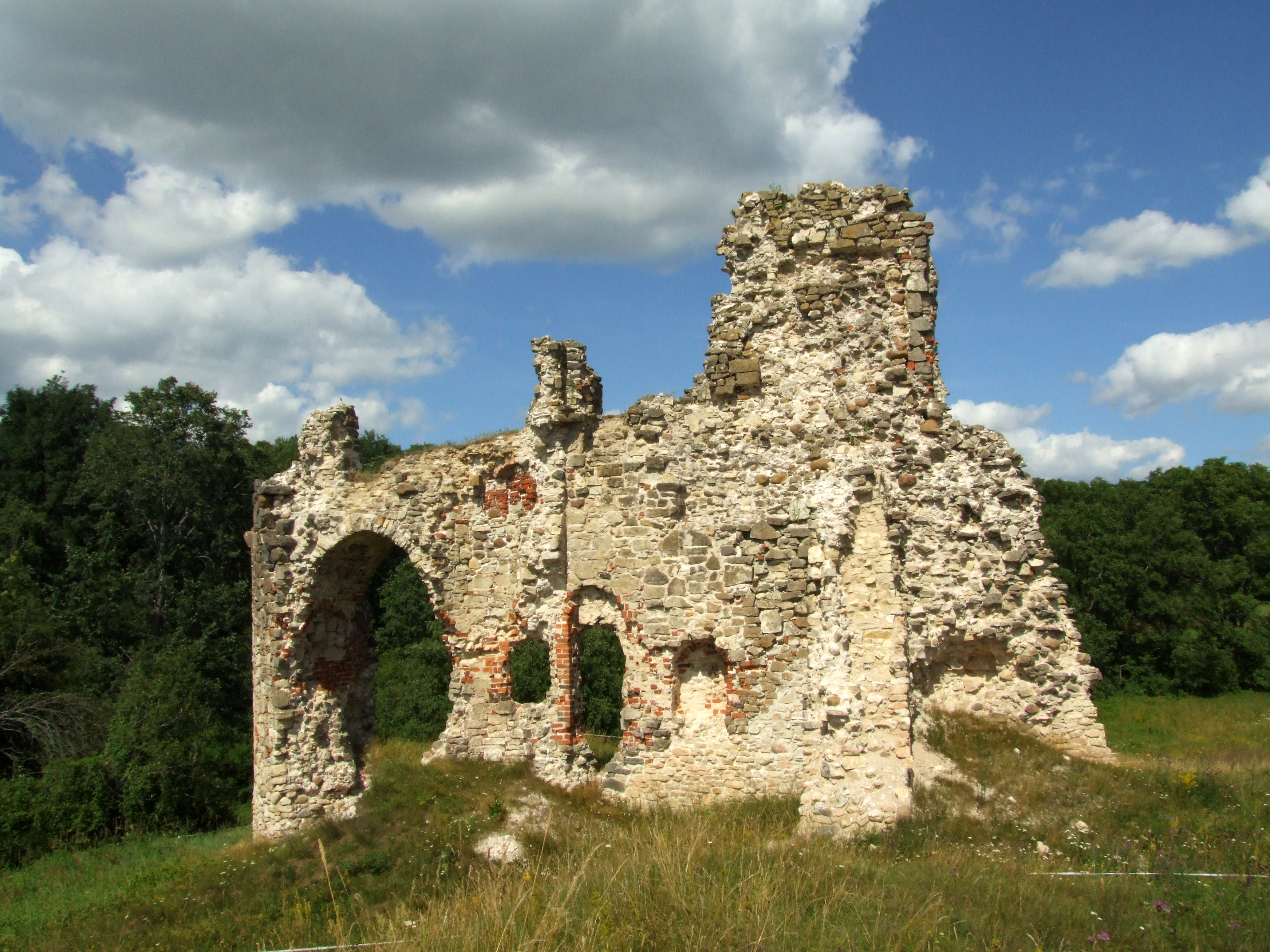
Руины замка Ашераден

- Музей «Kalna ziedi» (с латыш. — «Горные цветы», по названию старинного хутора).
- Законсервированный ствол древнего жертвенного дуба.
- Развалины замка Ашераден.

## Транспорт

### Железнодорожный транспорт
Станция Айзкраукле на линии Рига — Крустпилс.

### Автодороги
- Региональная автодорога P87 Бауска — Айзкраукле.
- В 4 км к северу от города проходит автодорога A6 Рига — Даугавпилс — Краслава — Патерниеки.